# Constantin Artachino
Constantin Artachino (n. 7 noiembrie 1870, Giurgiu, Vlașca, România – d. 9 februarie 1954, București, România) a fost un pictor român, unul din membrii fondatori ai Societății Tinerimea artistică.

## Biografie
A fost fiul lui Domenico Artachino, cu ascendenți originari din portul Artachi de la Marea Marmara. În 1877, la izbucnirea Războiului de Independență, întreaga familie s-a refugiat la București.
După ce a absolvit 4 clase primare, părinții l-au înscris la Școala de Comerț, unde profesorii i-au descoperit aptitudinea lui pentru desen. Cu sprijinul material din partea unui unchi a început să urmeze, concomitent cu Școala de Comerț, și școala de Belle Arte sub îndrumarea pictorilor Theodor Aman și George Demetrescu Mirea. Theodor Aman l-a sfătuit să semneze Artakino, pentru ca numele lui să nu fie pronunțat în străinătate Artașino, după ortoepia franceză,
După ce a primit o bursă de 4 ani pentru studii în străinătate, din partea bancherului Zerleti, a plecat la Paris unde s-a înscris la Academia Julian și a studiat cu L. Doucet, Corot, W. Bouguereau și Brantôt lucrând la Fontainebleau și Barbizon. În perioada studiilor a vizitat orașele Veneția și Milano, iar mai târziu, Londra. Rămânând fără bursă, a fost nevoit să revină în România, unde a expus, cu succes, și a reușit să vândă multe lucrări. Cu banii câștigați a plecat într-o călătorie la Constantinopol.
La 2 mai 1896, din inițiativa lui Ștefan Luchian, s-a deschis la București, "Expoziția artiștilor independenți", al cărei manifest era semnat de Ștefan Luchian, alături de un grup de prieteni (Constantin Artachino, Al. Bogdan-Pitești și Nicolae Vermont). La Expoziția Artiștilor Independenți din 1896 au expus tineri artiști, între care și Constantin Artachino, care fuseseră refuzați la Salonul Oficial, deschis în același timp.
Împreună cu alți pictori ai vremii, printre care Nicolae Vermont și Ștefan Luchian, Artachino organizează în iulie 1897 o societate denumită Societatea pentru dezvoltarea artelor în România – "Ileana".
A fost membru fondator al societății Tinerimea artistică înființată la 3 decembrie 1901 de un grup de pictori, între care Ștefan Luchian, Nicolae Vermont, Arthur Verona,  Frederic Storck, Ștefan Popescu și Gheorghe Petrașcu. Gruparea milita pentru o artă realistă, pentru subiecte luate din viața țăranilor, a oamenilor de rând.
După un examen a ocupat postul de profesor la catedra de desen, după natură și antic, la Școala de Arte Frumoase din Iași. După anul 1920, a fost transferat la Școala de Belle Arte din București, unde a predat până în anul 1935, când a fost pensionat pentru limită de vârstă. A continuat să picteze și să expună.
În 1951, pentru a putea fi acceptat la expoziția anuală de la sala Dalles, în plină epocă a realismului socialist, bătrânul Artachino a trebuit să picteze un tablou înfățișând o muncitoare citind ziarul "Scânteia".
În anul 1954, pe 9 februarie, a murit subit, la vârsta de 84 de ani.

## Opera
A abordat toate stilurile sfârșitului de secol al XIX-lea, înregistrând influențe din academism, impresionism, postimpresionism ori simbolism, curente cu care a luat contact în timpul studenției ori ulterior, în anii maturității artistice.
Pe lângă multitudinea de picturi de șevalet create de-a lungul vieții, a contribuit și la pictarea a două biserici:
- Catedrala Sfântul Alexandru, din Alexandria, în anul 1898, când o echipă formată din Constantin Artachino, Constantin Pascali și Ștefan Luchian, a executat pictura murală în ulei, în stil bizantin, și catapeteasma (în stil neogotic, înaltă de 10 metri)[14]. După cutremurul din 1940, pictura a fost restaurată de pictorii Constantin Artachino și Ștefan Panciu.[15]

- Catedrala ortodoxă Sf. Nicolae, din Tulcea, care a fost construită în anul 1865, renovată și pictată în 1897 - 1900 de Ștefan Luchian și Constantin Artachino. A fost singura biserică ortodoxă de pe întreg cuprinsul Imperiului Otoman căreia i s-a permis să-și înalțe turlele mai sus decât cele ale geamiilor.

## Distincții
- Medalia clasa I pentru pictură la Salonul oficial din 1913.[2]